# Хункуда
Хункуда (груз. ხუნკუდა) — село в Кедском муниципалитете Грузии.

## География
Село расположено на правом берегу реки Аджарисцкали, на расстоянии в 1 километре от посёлка городского типа Кеда, административного центра муниципалитета. Абсолютная высота — 300 метров над уровнем моря.

## Население
По данным переписи населения 2014 года, в селе проживает 122 человек.
| Год  | Население | Мужчины | Женщины |
| ---- | --------- | ------- | ------- |
| 2002 | 148       | 77      | 71      |
| 2014 | ↘122      | 62      | 60      |